# Mieczysław Zdziechowski
Mieczysław Zdziechowski, ps. „Holcman”, „Felek”, „Feliks” (ur. 26 lipca 1905 w Łodzi, zm. 17 marca 1955 w Warszawie) – tkacz i poseł Krajowej Rady Narodowej.

## Życiorys
Zdziechowski pochodził z rodziny robotniczej. Urodził się w dzielnicy Bałuty, jako syn Kacpra Zdziechowskiego i Julianny z Wydrzyńskich. Ze względu na trudną sytuację materialną ukończył wyłącznie szkołę powszechną i od 12 roku życia pracował zawodowo. Początkowo był pracownikiem zakładu ogrodniczego A. Stellera, a następnie pracował w latach 1919–1925 w zakładzie kowalskim braci Merdalskich i J. Kulpińskiego. W latach 1925–1935 pracował w przemyśle włókienniczym. W 1926 wstąpił do Związku Młodzieży Komunistycznej, gdzie zaprzyjaźnił się z Towią Ajzenem, pod którego pozostawał wpływem. W 1927 został członkiem klasowego Związku Zawodowego Robotników i Robotnic Przemysłu Wstążkowego i Pokrewnych Gałęzi Przemysłu w sekcji jedwabników. W 1931 został członkiem PPS-Lewicy. Od 1932 działał w szeregach łódzkich Związków Zawodowych Pracowników Przemysłu Włókienniczego „Jedwabników”, pełniąc funkcję sekretarza i przewodniczącego zarządu. W 1936 został radnym Rady Miejskiej w Łodzi, w tym samym roku wstąpił do Komunistycznej Partii Polski, a następnie trafił do więzienia, ze względu na działalność komunistyczną. Z więzienia wyszedł po wybuchu wojny. Uczestniczył w obronie Warszawy w 1939 w szeregach Robotniczych Batalionów Obrony. W trakcie walk został ranny.
Następnie znalazł się na zajętych przez Związek Radziecki, Kresach Wschodnich. Po wkroczeniu na nie wojsk niemieckich był łącznikiem oddziałów partyzanckich. W 1944 przeniósł się do Generalnego Gubernatorstwa, gdzie dołączył do Armii Ludowej i Polskiej Partii Robotniczej. Został wybrany na członka Wojewódzkiej Rady Narodowej województwa łódzkiego. Od stycznia 1945 pełnił funkcję przewodniczącego Okręgowej Rady Tymczasowej Komisji Centralnej Związków Zawodowych w Łodzi, w marcu 1945 został członkiem Komitetu Centralnego organizacji, a następnie członkiem Wydziału Wykonawczego Komitetu Centralnego.
2 stycznia 1946 został członkiem Krajowej Rady Narodowej na wniosek CKZZ. Odwołany 20 września 1946 z inicjatywy tej samej organizacji. Był członkiem Komisji Komunikacyjnej KRN. W 1948 pracował jako kierownik oddziału w Państwowych Zakładach Przemysłu Bawełnianego nr 2 w Dzierżoniowie, a następnie jako instruktor Wydziału Organizacyjnego Komitetu Wojewódzkiego PZPR we Wrocławiu. W latach 1949–1950 był sekretarzem ORZZ we Wrocławiu. W 1950 został zastępcą kierownika Wydziału Organizacyjnego w Centralnej Radzie Związków Zawodowych w Warszawie, a następnie naczelnikiem w Centralnym Związku Spółdzielczości Pracy. W związku z chorobą alkoholową, pomimo nakładanych na niego sankcji przez organizacje do których należał, nie zmienił trybu życia, w związku z czym został pozbawiony legitymacji partyjnej.
Zginął tragicznie. Został pochowany na cmentarzu komunalnym Doły w Łodzi (kwatera: XXXIV, rząd: 6, grób: 1).

## Odznaczenia
- Brązowy Krzyż Zasługi (1954)[4]